# Rüdiger Görner

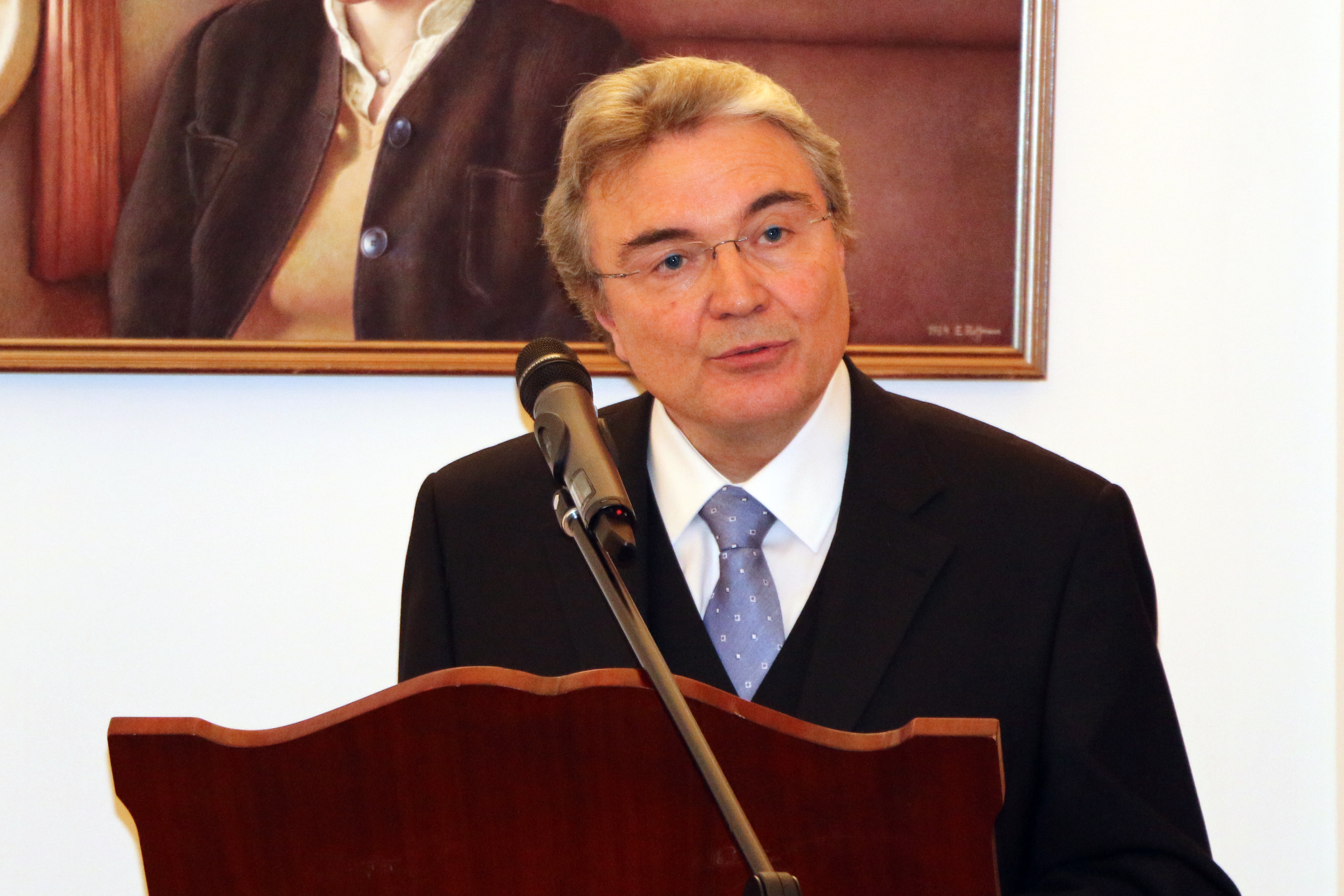
Rüdiger Görner, Januar 2015

Rüdiger Görner (* 4. Juni 1957 in Rottweil) ist ein deutscher Literaturwissenschaftler.
Er ist Gründungsdirektor des Zentrums für Britisch-Deutsche Kulturbeziehungen (englisch Centre for Anglo-German Cultural Relations) und Herausgeber des Jahrbuchs Angermion. Yearbook for Anglo-German Literary Criticism, Intellectual History and Cultural Transfers, das sich mit britisch-deutschen Kulturbeziehungen auseinandersetzt.
Von 1999 bis 2004 war er der Direktor des Institute of Germanic Studies der University of London. Dort gründete er 2002 das Ingeborg-Bachmann-Zentrum für Österreichische Literatur.
Als Gastprofessor lehrte er an den Universitäten Mainz, Hannover, Heidelberg, Wien und Salzburg.
Seine Forschungsschwerpunkte sind Wissenschaft und Musik in der deutschsprachigen Literatur, Dichtungstheorie der Jahrhundertwende und „Pluralektiken“ (statt Dialektik) im deutschen Romantizismus.
Am 7. November 2016 sprach er mit Jeremy Adler und Michael Krüger über „Deutschsprachige Exilanten in London im Zeichen der Shoah“ des Internationalen Kollegs Morphomata der Universität Köln, das sich insbesondere den Exilautoren Hans Günther Adler, Elias Canetti und Franz Baermann Steiner widmete (Audiomitschnitt).
Görner ist korrespondierendes Mitglied der Deutschen Akademie für Sprache und Dichtung. 2012 wurde er mit dem Deutschen Sprachpreis ausgezeichnet; 2015 erhielt er den Reimar Lüst-Preis für internationale Wissenschafts- und Kulturvermittlung. Am 31. Mai 2017 wurde ihm das Bundesverdienstkreuz am Bande verliehen.

## Veröffentlichungen (Auswahl)
- Rainer Maria Rilke. Im Herzwerk der Sprache. Hanser/Zsolnay, München und Wien 2004.
- Herzsplitter, Gedichte, Otto Müller Salzburg 2006, ISBN 3-7013-1113-7
- Das Zeitalter des Fraktalen. Ein kulturkritischer Versuch. Passagen Verlag, Wien, 2007, ISBN 978-3-85165-786-9
- Gewalt und Grazie. Heinrich von Kleists Poetik der Gegensätzlichkeit. Beiträge zur neueren Literaturgeschichte 292. Winter, Heidelberg 2011.
- Stefan Zweig. Formen einer Sprachkunst. Sonderzahl, Wien 2012.
- Goethes geistige Morphologie. Studien und Versuche. Winter, Heidelberg 2012.
- Georg Trakl. Dichter im Jahrzehnt der Extreme. Zsolnay, Wien 2014.
- Bruckner. Der Anarch in der Musik. Zsolnay, München 2024, ISBN 978-3-552-07511-5.